# IHF Cup 1983-1984 (pallamano maschile)
La IHF Cup 1983-1984 è stata la 3ª edizione del terzo torneo europeo di pallamano maschile per ordine di importanza dopo la Coppa dei Campioni e la Coppa delle Coppe. È stata organizzata dall'International Handball Federation, la federazione internazionale di pallamano. La competizione è iniziata nell'ottobre 1983 e si è conclusa il 1º aprile 1984.
Il torneo è stato vinto dalla compagine tedesca del TV Grosswallstadt per la 1ª volta nella sua storia.

## Risultati

### Primo turno
| Squadra 1               | Squadra 2              | Andata    | Ritorno                  | Totale  |
| ----------------------- | ---------------------- | --------- | ------------------------ | ------- |
| Sportist Kremikovtzi    | IYU Istanbul           | Sofia     | Istanbul                 | n.d.    |
| Sportist Kremikovtzi    | IYU Istanbul           | n.d.      | n.d.                     | n.d.    |
| Handball Club Liverpool | FH Hafnafjordur        | Liverpool | Hafnarfjörður            | n.d.    |
| Handball Club Liverpool | FH Hafnafjordur        | n.d.      | n.d.                     | n.d.    |
| Panelenios Atene        | Maccabi Tel-Aviv       | Atene     | Tel-Aviv, 7 ottobre 1982 | 38 - 59 |
| Panelenios Atene        | Maccabi Tel-Aviv       | 20 - 26   | 18 - 33                  | 38 - 59 |
| USM Gagny               | Handball Club Rovereto | Gagny     | Rovereto                 | 43 - 44 |
| USM Gagny               | Handball Club Rovereto | 27 - 22   | 16 - 22                  | 43 - 44 |
| UHK Krems               | HB Dudelange           | Krems     | Dudelange                | 47 - 37 |
| UHK Krems               | HB Dudelange           | 23 - 19   | 24 - 18                  | 47 - 37 |
| Oppsal IF               | HV Sittardia           | Oslo      | Sittard                  | 46 - 42 |
| Oppsal IF               | HV Sittardia           | 18 - 17   | 28 - 25                  | 46 - 42 |

### Ottavi di finale
| Squadra 1             | Squadra 2              | Andata                       | Ritorno                    | Totale  |
| --------------------- | ---------------------- | ---------------------------- | -------------------------- | ------- |
| TV Grosswallstadt     | ITU Istanbul           | Großwallstadt                | Istanbul                   | 65 - 32 |
| TV Grosswallstadt     | ITU Istanbul           | 33 - 16                      | 32 - 16                    | 65 - 32 |
| RK Crvena Zvezda      | Avanti Lebbeke         | Belgrado                     | Lebbeke                    | 54 - 47 |
| RK Crvena Zvezda      | Avanti Lebbeke         | 30 - 24                      | 24 - 13                    | 54 - 47 |
| Tatabánya Carbonex KC | Ystad IF               | Tatabánya                    | Ystad                      | 53 - 46 |
| Tatabánya Carbonex KC | Ystad IF               | 32 - 18                      | 21 - 28                    | 53 - 46 |
| Maccabi Tel-Aviv      | FH Hafnafjordur        | Tel-Aviv                     | Hafnarfjörður              | 35 - 79 |
| Maccabi Tel-Aviv      | FH Hafnafjordur        | 19 - 35                      | 16 - 44                    | 35 - 79 |
| BM Granollers         | Handball Club Rovereto | Granollers, 13 novembre 1983 | Rovereto, 19 novembre 1983 | 55 - 46 |
| BM Granollers         | Handball Club Rovereto | 29 - 23                      | 26 - 23                    | 55 - 46 |
| Lokomotiv Trnava      | UHK Krems              | Trnava                       | Krems                      | 50 - 49 |
| Lokomotiv Trnava      | UHK Krems              | 36 - 22                      | 14 - 27                    | 50 - 49 |
| Oppsal IF             | BSV Berna              | Oslo                         | Berna                      | 38 - 39 |
| Oppsal IF             | BSV Berna              | 18 - 16                      | 20 - 23                    | 38 - 39 |
| Kiffen Helsinki       | Gladsaxe HG            | Helsinki                     | Gladsaxe                   | 34 - 57 |
| Kiffen Helsinki       | Gladsaxe HG            | 16 - 27                      | 18 - 30                    | 34 - 57 |

### Quarti di finale
| Squadra 1             | Squadra 2        | Andata                  | Ritorno                 | Totale  |
| --------------------- | ---------------- | ----------------------- | ----------------------- | ------- |
| TV Grosswallstadt     | RK Crvena Zvezda | Großwallstadt           | Belgrado                | 53 - 41 |
| TV Grosswallstadt     | RK Crvena Zvezda | 28 - 16                 | 25 - 25                 | 53 - 41 |
| Tatabánya Carbonex KC | FH Hafnafjordur  | Tatabánya               | Hafnarfjörður           | 55 - 46 |
| Tatabánya Carbonex KC | FH Hafnafjordur  | 35 - 27                 | 20 - 19                 | 55 - 46 |
| Lokomotiv Trnava      | BM Granollers    | Trnava, 14 gennaio 1984 | Trnava, 15 gennaio 1984 | 50 - 40 |
| Lokomotiv Trnava      | BM Granollers    | 21 - 23                 | 29 - 17                 | 50 - 40 |
| Gladsaxe HG           | BSV Berna        | Gladsaxe                | Berna                   | 47 - 43 |
| Gladsaxe HG           | BSV Berna        | 23 - 14                 | 24 - 29                 | 47 - 43 |

### Semifinali
| Squadra 1             | Squadra 2         | Andata    | Ritorno       | Totale  |
| --------------------- | ----------------- | --------- | ------------- | ------- |
| Tatabánya Carbonex KC | TV Grosswallstadt | Tatabánya | Großwallstadt | 43 - 44 |
| Tatabánya Carbonex KC | TV Grosswallstadt | 23 - 22   | 20 - 22       | 43 - 44 |
| Lokomotiv Trnava      | Gladsaxe HG       | Trnava    | Gladsaxe      | 37 - 39 |
| Lokomotiv Trnava      | Gladsaxe HG       | 20 - 22   | 17 - 17       | 37 - 39 |

### Finale
| Squadra 1         | Squadra 2   | Andata                       | Ritorno                  | Totale  |
| ----------------- | ----------- | ---------------------------- | ------------------------ | ------- |
| TV Grosswallstadt | Gladsaxe HG | Großwallstadt, 24 marzo 1984 | Gladsaxe, 1º aprile 1984 | 36 - 34 |
| TV Grosswallstadt | Gladsaxe HG | 16 - 15                      | 20 - 19                  | 36 - 34 |

## Campioni
| Vincitore della IHF Cup 1983-1984 |
| --------------------------------- |
| TV Grosswallstadt 1º titolo       |